# Morgawr
Morgawr er et kryptid i form af et havvæsen, som nogle mennesker hævder at have set i Falmouth Bay området i Cornwall, England. Ordet "Morgawr" betyder "havgigant" på det lokale sprog kornisk. 
Rapporterne om observation af havdyret er sparsomme. Første rapport om et mærkværdigt havvæsen fremkom i 1896, da nogle fiskere angiveligt fortalte om fangst af en søslange i Gerran's Bay.. Yderligere en observation skulle være gjort i 1906, og i 1926 skulle en ligende skabning atter være fanget af lokale fiskere. Skabningen blev beskrevet som værende 20 fod lang med en otte fods hale, skællede ben og næblignende hoved. På trods af de bemærkelsesværdige oplysninger er der ingen spor af fangsten. I perioden herefter var der ingen observationer af det hævdede dyr. 
I 1975-76 indløb imidlertid en række observationer af et søslangelignende dyr, hvor en række personer oplyste at have set et større havdyr med horn m.v. Tony "Doc" Shiels oplyste også at have set dyret og at have fotograferet det. Shiels har dog siden i et interview offentliggjort i 1991 i magasinet "Strange Mag" tilkendegivet, at observationerne og billedet var fup.
I september 1975 blev Morgawr set ude ved Pendennis Point i Falmouth af en mand og en kvinde, der var ude at gå en aftentur.[kilde mangler] De beskrev et pukkelrygget væsen med en lang hals, stumpe horn og børster ned ryggen.
I januar 1992 gik et par langs klipperne i Falmouth og så pludselig et væsen, som de beskrev som lignende billeder af Loch Ness-uhyret. De havde været meget skeptiske over for tidligere observationer, men nu så de selv dyret.[kilde mangler].
I 1999 videooptog en arbejder på Natural History Museum Morgawr og har for nylig frigivet optagelserne.[kilde mangler] Han mener, at væsenet kunne være en plesiosaurus, en art som menes at være uddød sammen med resten af dinosaurerne. Filmen blev indspillet i Gerran's Bay.